# 羽田昌義
羽田昌義（日语：羽田 昌義，1976年11月13日—），是一位日本男演員，曾參演多部歐美影視作品，並因在HBO電視劇《西部世界》中飾演田中而知名。

## 生平
羽田於1999至2000年在東京UPS演藝學院學習演戲，師從奈良橋陽子，畢業後又到紐約的戲劇工作室繼續學習，並在2003年電影《最後武士》擔任替身演員。他於2006年參演法德合拍電影《花之谷》，隨後亦參演了多部西方影視作品，其中包括在電影《日落真相》中飾演費勒斯准將（馬修·福克斯飾）的司機和翻譯高橋（Takahashi）和在HBO電視劇《西部世界》中飾演武士武藏（真田廣之飾）的部下田中（Tanaka）。2022年，他在日美合拍的HBO電視劇《東京風雲》中飾演常設角色久米義弘（Yoshihiro Kume）。

## 個人生活
2007年，羽田於演出舞台劇時認識了歌手古谷仁美並開始交往。二人隨後在2008年7月結婚，並在同年誕下女兒。2011年，二人宣佈離婚，並揭示他們已經分居半年。

## 作品列表

### 電影
| 年份 | 標題                 | 角色     | 備註 |
| ---- | -------------------- | -------- | ---- |
| 2003 | 壬生義士傳           |          |      |
| 2004 | 職業摔跤王一家       |          |      |
| 2004 | 稀人                 |          |      |
| 2006 | 令人討厭的松子的一生 |          |      |
| 2006 | 花之谷               |          |      |
| 2008 | 拉麵女孩             | 由希（Yuki） |      |
| 2011 | 死亡之球             |          |      |
| 2012 | 日落真相             | 高橋（Takahashi） |      |
| 2013 | 浪人47               | 安野（Yasuno） |      |
| 2014 | 明日邊界             | 武田（Takeda） |      |
| 2020 | 惡水真相             | 日軍士兵 |      |

### 電視劇
| 年份 | 標題       | 角色         | 備註            |
| ---- | ---------- | ------------ | --------------- |
| 2014 | 軍師官兵衛 | 北條氏直     | 客串；NHK大河劇 |
| 2018 | 西方極樂園 | 田中（Tanaka）     | 客串；2集       |
| 2022 | 東京風雲   | 久米義弘（Yoshihiro Kume） | 常設；5集       |

## 外部連結
- 羽田昌義在互联网电影资料库（IMDb）上的資料（英文）